# Євчун Роман Сергійович
Рома́н Сергі́йович Євчун — полковник Збройних сил України, командир в/ч А7788.

## Нагороди
За особисту мужність і героїзм, виявлені у захисті державного суверенітету та територіальної цілісності України, вірність військовій присязі під час російсько-української війни нагороджений
- орденом Богдана Хмельницького III ступеня (4.12.2014).
- орденом «За мужність» III ступеня[1]